# Jean-Marie Mizzon
Pour les articles homonymes, voir Mizon.
Jean-Marie Mizzon, né le 31 mars 1956, est un homme politique français.

## Biographie
Maire de Basse-Ham, il est élu sénateur de la Moselle le 24 septembre 2017.
En mai 2020, il est nommé président de la mission d'information sur l'illectronisme et l'inclusion numérique.